# Sūsahāb
Sūsahāb (persiska: سوسَهاب) är en ort i Iran.   Den ligger i provinsen Ardabil, i den nordvästra delen av landet, 300 km nordväst om huvudstaden Teheran. Sūsahāb ligger 2 005 meter över havet och antalet invånare är 552.
Terrängen runt Sūsahāb är kuperad åt nordväst, men åt sydost är den bergig.Runt Sūsahāb är det ganska glesbefolkat, med 38 invånare per kvadratkilometer. Närmaste större samhälle är Hashatjīn, 14,8 km väster om Sūsahāb. Trakten runt Sūsahāb består i huvudsak av gräsmarker.